# Preludij (film)
Preludij  (češko Preludium) je češki črno-beli romantično-dramski film iz leta 1941, ki ga je režiral František Čap po scenariju Rudolfa Madran-Vodičke, Josefa Rovenskýja in A.J. Urbana. V glavnih vlogah nastopajo 
Zdenek Stepánek, Jirina Stepnicková in Natasa Tanská.
Primerno je bil prikazan leta 1941 v čeških kinematografih. Film je socialna drama, v katerem prevladuje tema nezvestobe, ki izbruhne med uprizoritvijo Shakespeareove drame Othello, ter iskanje krivde in odpuščanje med ljubosumnim možem Karlom (Stepánek) in njegovo osamljeno ženo Magdo (Stepnicková).

## Vloge
- Zdenek Stepánek kot Karel Vajgant
- Jirina Stepnicková kot Magda, Vajgantova žena
- Natasa Tanská kot Pepicka, Vajgantova hči
- Miroslav Cervený kot Pavlík, Vajgantov sin
- Terezie Brzková kot Magdina mati
- Jan Pivec kot Tonda
- Frantisek Kovárík kot Zikmund
- Jaromíra Pacová kot igralka Holmová
- Frantisek Roland kot policijski komisar
- Jan W. Speerger kot policijski inšpektor
- Václav Pecián kot policist
- Ruzena Gottliebová kot igralka
- Darja Hajská kot igralka
- Vladimír Repa kot igralec
- Otto Rubík kot igralec